# 산골
《산골》은 1935년 발표된 김유정의 소설 작품이다.

## 줄거리
이뿐이는 마님 씨종의 도련님과 애틋한 사랑을 한다. 하지만 이 사실을 알아버린 마님과 어머니에게 이뿐이는 호되게 혼나고 비슷한 경험이 있는 어머니는 포기해야 한다고 일러준다. 평소에 이뿐이를 좋아하던 석숭이는 이뿐이를 도련님과 사귄다고 놀린다. 그 후 이뿐이는 화가 나 석숭이를 수수밭으로 데리고 들어가 돌멩이를 집어들고 옆 정강이를 후려치고는 화를 내다가 울음을 터뜨려 버린다. 석숭이가 이뿐이를 달래려고 그러게 왜 자신한테 시집오기 싫어하느냐고 하자 이뿐이는 석숭이의 뺨을 때린다. 이뿐이는 석숭이에게 도련님에게 편지를 써달라고 하고 석숭이는 글을 읽지 못하는 이뿐이에게 편지를 썼다고 거짓말을 하고 그 대신 자신과 함께 살 것을 약속시킨다.